# Apața
Apața is een Roemeense gemeente in het district Brașov.
Apața telt 3168 inwoners. Ongeveer 45% van de bevolking was in 2011 Roemeen, de overige bewoners zijn etnische Hongaren en Roma. 
De beroemdste zoon van het dorp is de Hongaarse theoloog János Apáczai Csere (Apáca, 1625 – Kolozsvár, 1659). Hij studeerde in Harderwijk en trouwde met Aletta van der Maet.